# Tele Giornale di Sicilia
Tele Giornale di Sicilia, nota più semplicemente come TGS, è un'emittente televisiva italiana a carattere regionale edita dalla Società Editrice Sud e fondata nel 1978. Il direttore responsabile della testata giornalistica è Marco Romano. L'emittente è di proprietà della Giornale di Sicilia Editoriale Poligrafica S.p.A. al 98%, la cui quota di controllo fa capo, da agosto 2017, al gruppo Società Editrice Sud di Messina, proprietaria della Gazzetta del Sud, di RTP e Antenna dello Stretto; ha una propria redazione autonoma da quella del Giornale di Sicilia. È una delle televisioni più seguite in Sicilia. Nel palinsesto annuale trasmette il Festino di Santa Rosalia.

## Storia
Prima dei mesi estivi del 1978 comparve sugli schermi televisivi palermitani un cartello (un po' storto) con la descrizione "CANALI 22-50", cosa che fece preannunciare l'inizio delle prime trasmissioni sperimentali dell'attuale TGS dapprima in bianco e nero e, poco dopo, a colori; era infatti il 24 ottobre 1978 quando sui canali UHF 22 e 50 (entrambi eserciti da Monte Pellegrino a Palermo) iniziarono le regolari trasmissioni di TGS - Spe.
L'emittente nacque come emanazione del quotidiano omonimo "Giornale di Sicilia" (di proprietà dell'editore Antonio Ardizzone) e della concessionaria di pubblicità SPE (Società Pubblicità Editoriale) su iniziativa dell'allora direttore Lino Rizzi.
La sua programmazione era innovativa a quei tempi tant'è che ebbero successo immediato proprio per la spontaneità e la qualità delle produzioni.
Gli studi televisivi dell'emittente vennero allestiti in Via Lincoln 19-21 (pressi palazzo quotidiano GdS).
Arturo Grassi, venne designato alla direzione della televisione mentre a capo della struttura tecnica vi fu l'ingegnere Vittorio Alberti (divenuto responsabile alta frequenza di TMC prima e La7 dopo).
Tra i primi programmi messi in onda vi fu TGS Notizie potendo, naturalmente, contare sulla redazione giornalistica del quotidiano, formata tutta da giornalisti professionisti.
Due erano le edizioni giornaliere del telegiornale: la prima alle ore 20:20 (orario mantenuto ancora oggi per l'edizione serale), mentre la seconda oscillava tra le ore 23 e le 23:30 (al termine dei programmi di prima serata).
Tra i primi giornalisti in redazione vi furono Felice Cavallaro, Roberto Patruno, Mario Francese, Nicola Volpes, Mario Pasta.
Le annunciatrici di TGS furono Loredana Bona e Marilena Santaluna.
Alla guida della struttura spettacoli dell'emittente vi sarà Salvatore Rizzo.
Completano il palinsesto film, telefilm, cartoni animati, spettacoli di intrattenimento, rubriche sportive e gli incontri di calcio del Palermo alla domenica sera.
Fra le trasmissioni di intrattenimento, enorme successo riscossero Amici per la palla condotto da Gino Rovere e Giorgio Li Bassi, noto cabarettista palermitano, Classe di ferro gioco tra le scuole palermitane (sabato pomeriggio) condotto dal presentatore Filippo Aricò (volto noto presso le tv catanesi), Festa, condotto da Antonio Augello che a quei tempi conduceva e faceva parte del gruppo cabarettistico cefaludese "I Cavernicoli" assieme ad una Giusy Cataldo esordiente, Gli zii d'America con i cabarettisti Giorgio Li Bassi e Luigi Maria Burruano; il varietà, in onda al giovedì sera, I sogni nel cassetto quiz condotto da Mike Bongiorno (prodotto da TeleMilano 58), Il mercante in fiera con Raffaele Sabato, Il musicuore con Betty Curtis, Il Pomofiore (format ripreso da Antenna 3 Lombardia) varietà televisivo con dilettanti allo sbaraglio (che dopo due anni passò a TRM) che riscosse molto successo proprio per essere apprezzata dalla gente con Gianni Creati ed il maestro Corrado Amore per la parte musicale, Sparate sul pianista trasmissione d'intrattenimento musicale condotto da e con il maestro Nino Lombardo (altro volto noto delle tv etnee) che esprimeva sui tasti del pianoforte le richieste dei telespettatori, Spassatempo show televisivo condotto dalla compianta Jenny Tamburi e da Gianfranco D'Angelo, le rubriche sportive Il protagonista con Gianni Rivera, Play Sport (lunedi sera), Sport Domani anticipazioni sui temi della domenica calcistica e l'immancabile Playboy di notte.
Nel corso del 1980 l'emittente televisiva si legò al circuito nazionale G.R.T. Television. Fra i programmi, forniti dal circuito, vanno segnalati i telefilm Police Surgeon, Uno sceriffo a New York, Batman, Shane, Ispettore Regan, Charlie's Angels, New York Police Department, Taxi, Lucy & gli Altri, Kronos, The Beverly Hills Billies, American Girls, lo sceneggiato Gli Eroi della Bibbia, la telenovela Carga Pesada, i cartoni Trider G-7, La Spada di King Arthur, Questi Pazzi, Pazzi Cartoons contenitore di cartoni animati della Hanna & Barbera tra i quali L'Orso Yoghi, Braccobaldo, tra le rubriche sportive vanno segnalate Auto Italiana, Calcio Inglese, Torneo di tennis WCT.
Agli inizi dell'anno successivo (1981) cala notevolmente l'autoproduzione, a causa degli alti costi di gestione.
A capo della redazione giornalistica arrivò Salvo Licata a cui si aggiunsero i giornalisti Carmelo Rapisarda, Roberto Dellera, Angelo Morello, Ambra Pirri, Armando Vaccarella, Bent Parodi e Giuseppe Sottile.
In questo periodo l'emittente palermitana ampliò di molto il proprio bacino d'utenza con l'accensione di svariati ripetitori (dislocati quasi tutti nella Sicilia Occidentale).
Si arrivò alla primavera del 1983 anno in cui partì, sul canale 50 UHF, la seconda rete del gruppo TGS 2-Spe.
Notevole successo di pubblico riscosse, in questo periodo, la telenovela Anche i Ricchi Piangono interpretata da Verónica Castro.
Dal 9 gennaio 1984 l'emittente si lega al circuito televisivo nazionale Euro TV.
Nel frattempo, si rafforzò ulteriormente la redazione giornalistica con l'arrivo di nuovi giornalisti, tra cui Massimo Pullara, Marina Turco, Giuseppe Rizzuto.
La struttura tecnica di TGS è composta da Bebo Cammarata (regia), Salvo Scherma (capo tecnico), Giovanni Agliata, Marcello Baio, Antonio Delpopolo, Giuseppe Caracausi, Rosario Chiarelli, Angelo Lo Coco, Federico Marino, Vito Trombino, Pino Gargano, Felice Melluso, Giuseppe Piazza (alta frequenza), Piero Brignoli (bassa frequenza).
Notevole successo ed ulteriore riscontro in termini di ascolto e gradimento, riscosse l'emittente palermitana grazie al connubio tra le proprie auto-produzioni (poche, ormai) e la programmazione di elevato spessore fornitagli dal circuito Euro TV.
Tra i programmi forniti dal circuito ricordiamo i telefilm Operazione Ladro, L'incredibile Hulk, Arrivano le Spose, Grizzly Adams, I Nuovi Rookies, Peyton Place, i cartoni animati della serie Transformers, Le avventure di Lupin III, Yattaman, Rocki Joe, Coccinella, Conan, Huck Finn.
Fra le telenovelas Adolescenza Inquieta, Illusione d'Amore, Cuore Selvaggio ed ancora le rubriche sportive Incontri di Chatch e Rombo Tv.
Questo legame durerà fino alla scomparsa del circuito stesso.
Dalle ceneri di Euro TV nacquero due nuove realtà televisive, Italia 7 ed Odeon TV.
Dal 6 settembre 1987, quindi, TGS proseguì la sua collaborazione con il circuito nazionale Italia 7 (Fininvest-Publitalia '80).
Altri giornalisti si aggiunsero in questo periodo in forza alla redazione fra cui Lucio Luca, Cristina Arcuri, Roberto Ruvolo, Filippo d'Arpa, Luigi Salerno, Marco Romano.
Tra i programmi in palinsesto vi sono la soap Aspettando il Domani, le telenovelas Valeria e Una Donna in Vendita, il contenitore di cartoni animati per ragazzi 7 in Allegria, le rubriche U.S.A. Today, Rotocalco Rosa, i telefilm Attenti ai Ragazzi, L'Uomo di Singapore, Formula 1, Benson, Padre Brown, Men, Search ed Il Principe delle Stelle; ma un notevole successo lo ebbe il sexy-show Colpo Grosso condotto da Umberto Smaila.
Con l'avvento della legge Mammì sul riordino radiotelevisivo nazionale, la Fininvest (di Silvio Berlusconi) dovrà abbandonare a se stesso il circuito nazionale Italia 7 che verrà successivamente diretto dalla società pubblicitaria D.A.P.S..
A questo punto TGS uscì dal consorzio televisivo nazionale della stessa Italia 7, e dall'aprile del 1994 tornerà ad essere autonoma.
Nel palinsesto di TGS troveranno posto i telefilm Capitan Nice, The Cat, Panico, Arthur, Re dei Britanni, Fantasilandia, la saga televisiva Dynasty, la trasmissione sportiva TGS Studio Stadio (la più seguita in Sicilia), l'approfondimento giornalistico curato dalla redazione TGS Studio, le rubriche L'Isola del Tesoro, Palermo Apre le Porte, Vip Mania, A' la Coque, Belli Sodi, Bianco & Nero, Ok Motori, Agricoltura e Ambiente, le rubriche dedicate al mondo del paranormale L'Ora dell'Occulto e Dantina Panaro ed inoltre i documentari Shock, il Mondo Cambia, Conoscere il Passato.
Nel corso del 1995 l'emittente stipulò un accordo con il circuito nazionale Junior TV per la messa in onda di programmi televisivi dedicati a bambini ed adolescenti.
Quattro furono le ore dedicate tutti i giorni alla programmazione di Junior TV, dalle 15:30 alle 19:25.
Sempre in questo periodo venne proposto il programma Sgrilla la Notizia con Sasà Salvaggio e la trasmissione cabarettistica Villa Patrizia.
Con il terzo millennio anche TGS dovette fare i conti con gli esorbitanti costi di gestione riducendo così ulteriormente la già scarsa autoproduzione.
Il palinsesto degli anni duemila e della prima metà degli anni duemiladieci si compose, infatti, quasi esclusivamente di televendite e telepromozioni eccezion fatta per il notiziario TGS Notizie, le trasmissioni sportive TGS Studio Stadio e TGS Studio Sport (e dal 2008 anche i programmi mattutini in simulcast con RGS Ditelo a RGS e quello sportivo Il bar dello sport) e qualche rubrica come Vip Mania, Medicine & Salute, Cavalli Ruggenti, InterRupt e Liberty, tutte inserite nel corso della programmazione serale durante la settimana.
Dal 2 dicembre 2000, al gruppo Ardizzone (GDS, TGS), si è aggiunta l'emittente radiofonica RGS Radio Giornale di Sicilia che, in sinergia con la tv, produce e realizza programmi radiofonici legati al quotidiano della città ove spiccano le rubriche mattutine Ditelo a RGS (dedicato all'ascolto dei cittadini su argomentazioni problematiche e non del capoluogo) e Il bar dello sport al lunedì che sì interessa delle vicende sportive in generale e del Palermo Calcio in particolare.
Tra il 2009 e il 2010, l'emittente mandò in onda il programma di Ruggero Sardo chiamato Il sogno diventa realtà, trasmesso dal circuito satellitare SNT Sicilia Television Network e di cui ne fece parte.
Nel 2014, l'emittente lancia un nuovo programma, Simboli. Un format ideato, scritto e condotto dal giornalista Giovanni Villino e prodotto in collaborazione con Gds Media & Communication. Il programma si concluderà con una seconda stagione, realizzata nel 2017.
Nel 2015, TGS entrò in crisi: il 14 gennaio, 13 tecnici furono mesi in cassa integrazione con la decurtazione degli stipendi al 50%; il 7 febbraio, le trasmissioni dell'emittente furono sospese a causa di uno sciopero del personale.
Sempre nel 2015, su TGS debuttò un nuovo programma comico: si tratta di Convento Cabaret, andato in onda settimanalmente per due edizioni in quell'anno (la prima edizione andò in onda ogni domenica dal 25 gennaio al 12 aprile, mentre la seconda dal 18 ottobre al 26 dicembre).
Nel 2016, su TGS debuttò il varietà Meraviglioso, in onda dal teatro ABC di Catania in prima serata ogni martedì per 6 puntate dal 29 marzo al 3 maggio con la conduzione di Salvo La Rosa (già conduttore, fino al 2015, su Antenna Sicilia, del programma comico Insieme) e del comico Enrico Guarneri.
Dal 1º luglio 2017, il palinsesto torna progressivamente ad arricchirsi dopo molti anni, inserendo in alcuni orari le edizioni del TG nazionale curato da Italpress (con 3 edizioni dedicate alle notizie dall'Italia e dal mondo, e altrettante edizioni dedicate allo sport), mentre da dicembre 2017 a settembre 2020 andò in onda il programma di approfondimento informativo Cronache Siciliane. Successivamente, come conseguenza dei movimenti nella gestione del canale (che dal 15 febbraio 2018 viene confluita nell'editore Società Editrice Sud), nel palinsesto vengono progressivamente inseriti anche film, documentari, cartoni animati, rubriche varie e, dal 2020, anche il programma comico Di nuovo insieme, condotto da Salvo La Rosa ed Enrico Guarneri.
Il 19 agosto 2019 nasce TGS2, seconda rete di TGS, visibile in tutta la Sicilia e in parte della Calabria meridionale al canale 696 del digitale terrestre. La sua programmazione, totalmente priva di televendite, è composta da repliche delle varie edizioni del notiziario della rete madre TGS, alcuni documentari e il programma Ruote storiche. A differenza del canale principale, che viene trasmesso nel formato video 16:9 anche se con immagini allargate dal momento che l'emissione originale è ancora in 4:3, TGS2 trasmette invece nativamente nel formato video panoramico 16:9.
Tra il 2020 e il 2021 su TGS vengono mandati in onda i seguenti cartoni animati: Flipper e Lopaka, Vicky il Vichingo, Dinotrux.
Dalla prima metà di luglio 2020 va in onda il programma Raccontami, condotto da Salvo La Rosa e con ospiti i più importanti comici siciliani. Alcuni ospiti sono stati Roberto Lipari, Sasà Salvaggio e I Soldi Spicci.
Il 5 agosto 2020 vengono assunti come redattori ordinari Aurora Fiorenza, Salvatore Fazio e Giovanni Villino. Nel giugno del 2021 Salvatore Fazio lascia la redazione per passare alla Rai.
Dal 1º luglio 2021, il nuovo direttore dell'emittente televisiva è Marco Romano (già vicedirettore responsabile), subentrato a Antonio Ardizzone alla direzione del polo palermitano del gruppo editoriale messinese Società Editrice Sud-Gazzetta del Sud, che nel capoluogo siciliano gestisce anche il quotidiano Giornale di Sicilia, l'emittente radiofonica RGS e il sito web gds.it.
Nel 2022, TGS2 (la seconda rete di TGS) ha chiuso i battenti, a seguito del refarming del digitale terrestre, cosa che ha portato alla cessione delle frequenze sopra i 700 MHz alla telefonia 5G e, contestualmente, alla scomparsa di molte emittenti televisive locali in Italia (anche per via della riduzione delle frequenze disponibili per il DTT).

## Ascolti
Secondo i dati ISTAT nel 2009 risulta essere la terza emittente regionale per numero di ascolti, con 356.000 contatti medi giornalieri.

## La redazione
I componenti della redazione sono:
- Marina Turco, coordinatore di redazione
- Giovanni Di Marco, redattore
- Aurora Fiorenza, redattore
- Alessandra Costanza, redattore
- Giorgio Mannino, redattore
- Cinzia Gizzi, redattore

## Composizione mux
| LCN | Canale             | Note       |
| --- | ------------------ | ---------- |
| 19  | RTP TV HD          | FTA (HDTV) |
| 75  | OndaTV Giovani     | FTA (HDTV) |
| 76  | VINTAGE RADIO TV   | FTA (HDTV) |
| 84  | SICILIA 24         | FTA (HDTV) |
| 89  | Telespazio Messina | FTA (HDTV) |
| 96  | BELLA TV           | FTA (HDTV) |
| 113 | TCF TV             | FTA (HDTV) |
| 180 | Radio Taormina TV  | FTA (HDTV) |
| 182 | GDS TV             | FTA (HDTV) |
| 183 | Stretto TV         | FTA (HDTV) |
| 184 | DOC TV             | FTA (HDTV) |
| 194 | TGR                | FTA (HDTV) |
| 195 | TELEBRONTE         | FTA (HDTV) |
| 213 | Live               | FTA        |

## Loghi

24 ottobre 1978 - 14 luglio 2013.
15 luglio 2013 - 15 maggio 2022